# 纽约的库洛斯雕像
纽约的库洛斯雕像是一尊早起的古希腊青年雕像。这尊雕像是于阿提卡雕刻完成的，它的脚步与底部分离，可以看出很明显的埃及雕像的风格。这尊雕像现在被收藏在纽约市的大都会艺术博物馆，并因此而得名。  大都会艺术博物馆在“库洛斯的大理石雕像”中介绍说：“这尊雕像可能属于一位年轻雅典贵族的坟墓。” 

## 风格
这尊雕像类似于门图埃姆赫特的雕像，属于典型的古希腊东方华时期的风格。雕像整体感觉很呆板，没有体现出什么明确的人物特征。与此同时，雕塑家在肌肉和关节等部位的刻画是非常抽象且高度几何化的，它的眼睛和脸型也不像真人。可以说，这尊雕像并没有试图表现出任何写实的特征，也没有什么生动的动作。在当时的古希腊地区，典型的库洛斯雕像主题便是一个双臂伸直，直立，面朝前方的男性形象。但有趣的是，这尊雕像的左脚在前，右脚在后，给观众一种它正在向前行走的感觉。

## 背景
这尊雕像是在古希腊的阿提卡地区雕刻的。那个时代希腊分裂成许多的城邦。整个公元前6世纪，希腊艺术家对人物形象的表现越来越自然。在此期间，希腊正在走出一个东方化时期，古希腊越来越多地受到各种来自东方和南方的文明的影响。这就解释了为什么这座雕像比更早期的希腊艺术品看起来他要自然，但仍然保留了相当的东方化的特征——尤其是埃及的影响。在古希腊，库洛斯雕像常被用作墓碑或奉献给神灵。 

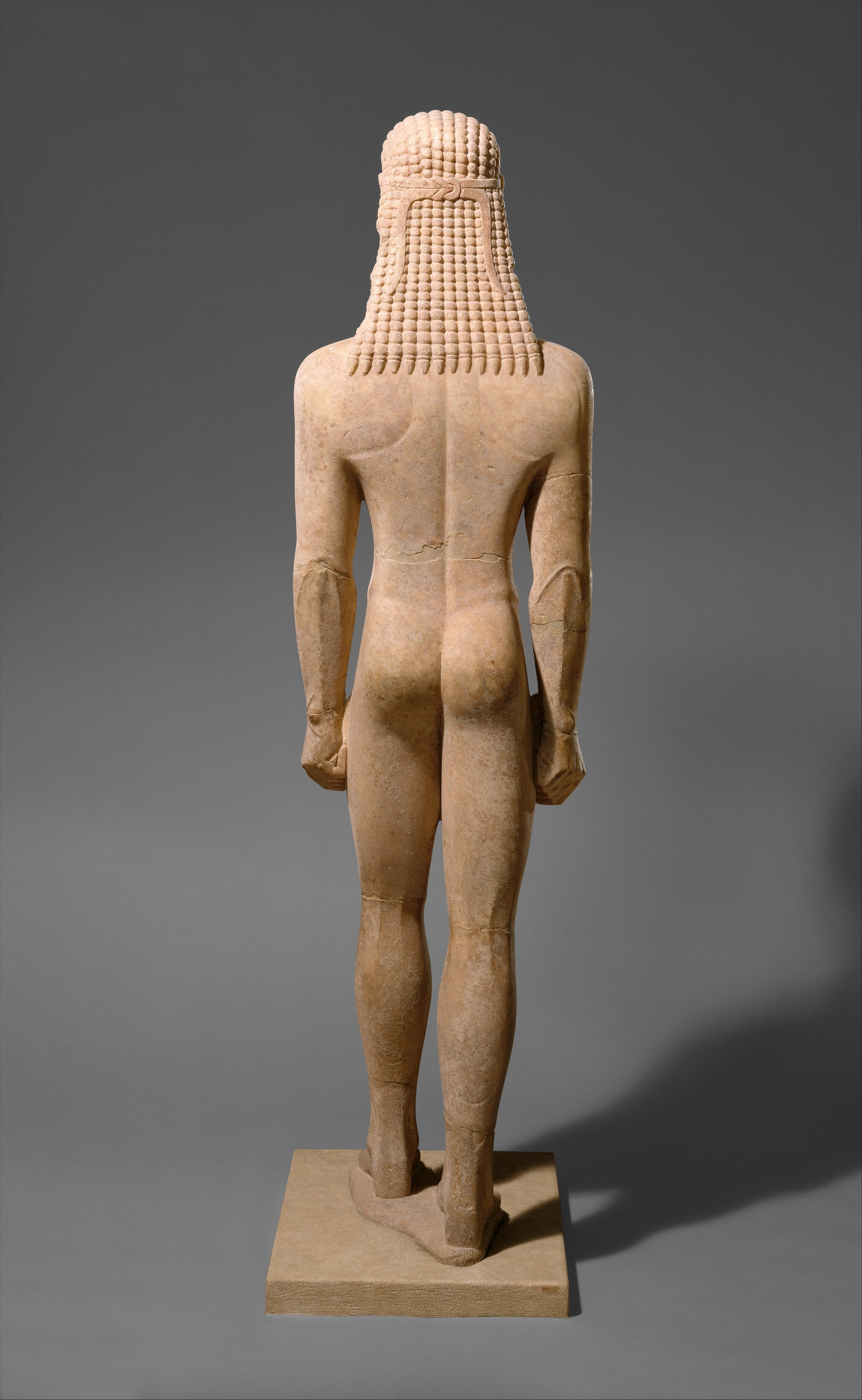
雕像背面

在很多库洛斯雕像上，都能典型地看出埃及的影响。和埃及的立像一样，他们都左腿向前，双臂放在身体两旁。历史证据表明，此时的希腊人对埃及的雕刻技术和程序已经有了一定的了解。而到埃及旅游的古希腊游客，会被他们所见到的巨大埃及雕像所吸引。他们回到希腊后，影响了希腊雕塑家，使之逐渐采用这种风格。

### 姿势
大都会艺术博物馆的希腊和罗马艺术部在所著书籍《古风时期的希腊艺术》中表示，通过雕像的比例以及姿势，能够看出埃及文明对这尊雕像的影响。 事实上，与许多其他的库洛斯雕像一样，他们的姿势直接借鉴了埃及艺术，位于开罗的埃及博物馆的门图埃姆赫特雕像及其他一系列古埃及雕像上都能看到和库洛斯雕像的相似性（门图埃姆赫特雕像的姿势也是双手紧贴，身体两边，左脚向前，右脚在原地），以及类似姿势和姿势背后的肖像学知识。这个库洛斯是当时一位年轻的雅典贵族的墓碑，这是因为在雅典文化中，丧葬用的纪念碑特别受欢迎，常被用作英年早逝者的坟墓（但不一定描绘他们本人）。在这些方面，这个库洛斯雕像是非常典型的。

### 尺寸

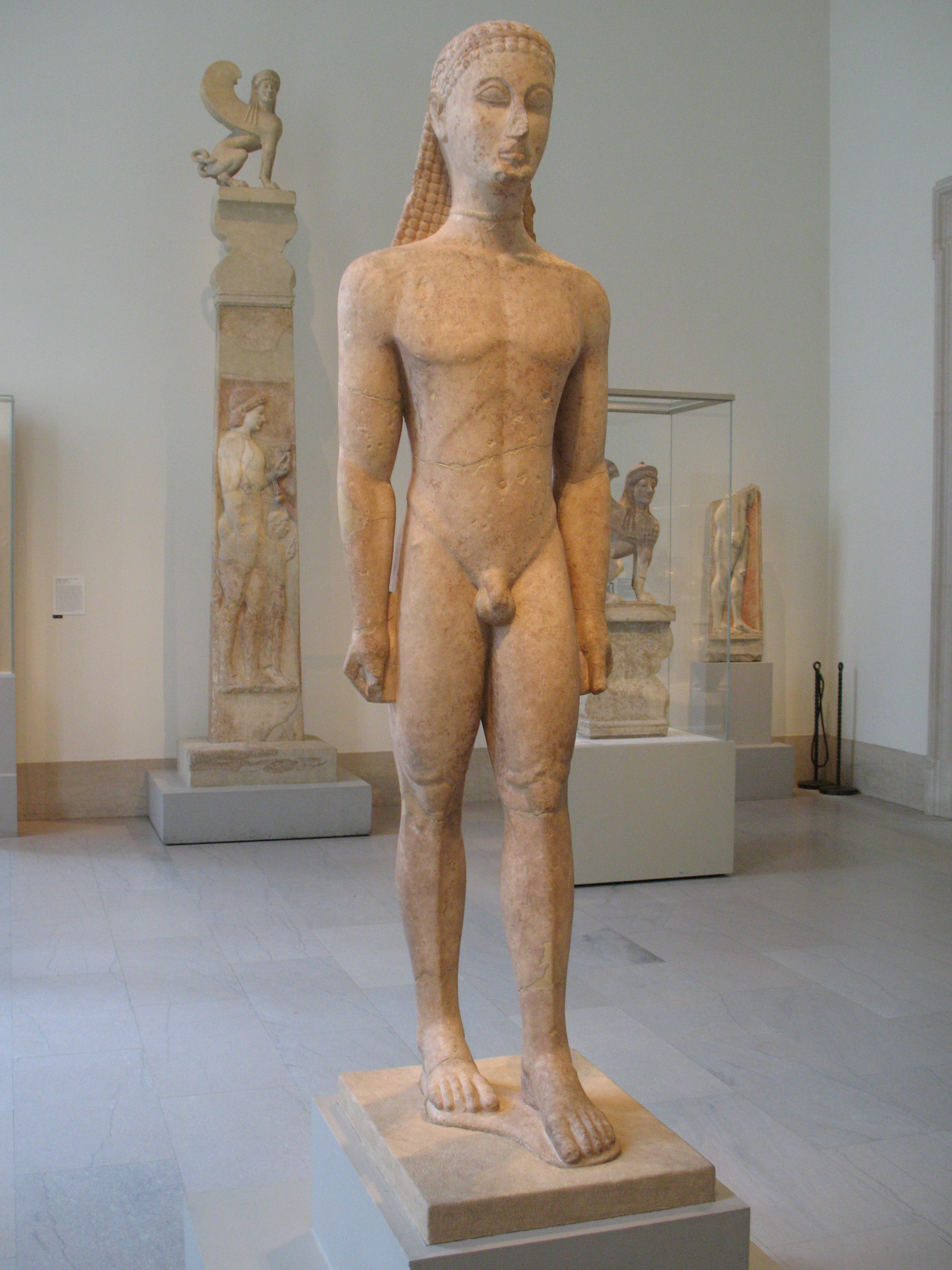
在大都会博物馆展览的纽约的库洛斯

雕像的具体尺寸为：194.6 × 51.6 × 63.2厘米，头部高度：30.5厘米，脸长：22.6厘米，肩宽：51.7厘米，雕刻于公元前590至公元前580年。